# Kuroda Nagamichi

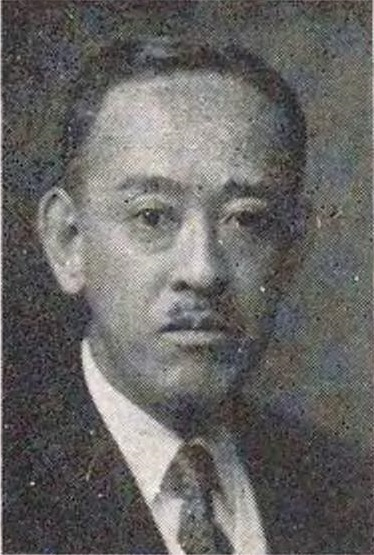
Kuroda Nagamichi

Kuroda Nagamichi (Jap. 黒田 長礼; Tokio 24 november 1889 - 16 april 1978) was een Japanse ornitholoog.

## Jeugd en opleiding
Kuroda is een afstammeling van de Daimyōs van het leen Fukuoka, dat in 1600 werd gesticht door Kuroda Nagamasa. Hij toonde reeds in zijn kinderjaren interesse voor de vogelobservatie. Op het landgoed van zijn familie bevond zich een grote eendenvijver, waar zich jaarlijks duizenden wilde eenden verzamelden.
Kuroda werd vervolgens opgeleid aan de Gakushūin-universiteit en tijdens zijn zoologische studie aan de keizerlijke universiteit in Tokio bezocht hij in 1916 Korea, waar hij een van de laatste exemplaren van de tegenwoordig waarschijnlijk uitgestorven kuifcasarca verzamelde. In 1917 schreef hij de wetenschappelijke eerste beschrijving over deze soort. 

## Carrière
In de daaropvolgende periode ondernam Kuroda talrijke reizen naar de Ogasawara-eilanden, de Daitō-eilanden en de Ryūkyū-eilanden en onderzocht daar de vogelwereld. Over zijn onderzoekswerk op Ryūkyū schreef hij in 1924 zijn proefschrift. Na de dood van zijn vader in 1939 erfde hij de familiezetel en kreeg de adellijke titel van een Kōshaku. Van 1947 tot 1963 was Kuroda president van het Japanse Ornithologische Gezelschap.
Kuroda was een van de buitengewoonste ornithologen van Japan in de 20e eeuw. Hij schreef talrijke wetenschappelijke artikels over zoogdieren en vogels in vermaarde internationale magazines, waaronder Birds of the Island of Java (2 banden, 1933-1936), Passeres (1933) en Parrots of the World in Life Colours (1975).
Nagamichi Kurodas zoon Nagahisa (1916-2009) was ook een bekende ornitholoog.